# Erotic Family
Erotic Family è un film del 1980, diretto da Mario Siciliano.

## Trama
La giovane e bellissima siciliana Carla scappa di casa per evitare di sposarsi con un uomo che non ama. Decide quindi di conoscere il ricco zio. Arrivata lì, conoscerà anche gli altri membri della sua dissoluta famiglia.

## Produzione
Esiste anche una versione pornografica con inserti girati dallo stesso regista sugli stessi set ed interpretati principalmente da Guia Lauri Filzi (ma non da Karin Well). 
Questa versione è visibile solo in spagnolo sui siti di settore